# Kamagorgon
Kamagorgon es un género extinto de terápsido que habitó en lo que ahora es Rusia durante el Pérmico Medio. Este carnívoro probablemente perteneció a la familia Eotitanosuchidae. Se describió a partir de un cráneo incompleto del cual se preserva la parte anterior. Era un animal grande con un cráneo de 40-45 cm de largo. Era un depredador terrestre que probablemente se alimentaba de otros terápsidos herbívoros. La única especie descrita es Kamagorgon ulanovi, por Tatarinov en 1999. 